# Francisco César García Magán
Mons. Francisco César García Magán (* 2. února 1962, Madrid) je španělský katolický kněz, biskup, od roku 2021 pomocný biskup toledský 

## Život
Po přípravě na kněžství v toledském semináři přijal roku 1986 kněžské svěcení. Po krátkém působení v pastoraci byl v roce 1989 vysán na studia do Říma, kde na Gregoriánské univerzitě získal licenciáty z dogmatiky (1990) a kanonického práva (1992), a na Lateránské univerzitě doktorát z obojího práva (1998). V letech 1995 - 1998 také absolvoval průpravu na papežské diplomatické akademii. V roce 1998 vstoupil do diplomatických služeb Svatého stolce. V roce 2008 se vrátil do své původní toledské diecéze, kde se v roce 2020 stal generálním vikářem. Papež František jej na sklonku roku 2021 jmenoval pomocným biskupem toledským.
Od roku 2018 je rytířem komturem s hvězdou Řádu Božího hrobu a po smrti kardinála Amiga v roce 2022 se stal velkopřevorem jeho východošpanělského místodržitelství.